# Graniczna Placówka Kontrolna Kołbaskowo
Graniczna Placówka Kontrolna Kołbaskowo – zlikwidowany pododdział Wojsk Ochrony Pogranicza wykonujący kontrolę graniczną osób, towarów i środków transportu bezpośrednio w przejściu granicznym na granicy z Niemiecką Republiką Demokratyczną.
Graniczna Placówka Kontrolna Straży Granicznej w Kołbaskowie – zlikwidowana graniczna jednostka organizacyjna Straży Granicznej wykonująca kontrolę graniczną osób, towarów i środków transportu bezpośrednio w przejściu granicznym na granicy z Republiką Federalną Niemiec

## Formowanie i zmiany organizacyjne
Przejściowy Punkt Kontrolny Kolbitzów (Kolbaczewo) [PPK Kolbitzów (Kolbaczewo)] – drogowy kategorii C o etacie nr 7/12 został sformowany w 1946 w ramach Wojsk Ochrony Pogranicza.
W 1947 przeformowana została na etat 7/33 kategorii D. Następnie przeformowana na etat 7/54 kategorii D i przemianowana na Graniczną Placówkę Kontrolną Ochrony Pogranicza Kołbaskowo. W 1948 pododdział przekazany został do  Ministerstwa Bezpieczeństwa Publicznego. W 1948 Graniczna Placówka Kontrolna nr 12 „Kołbaczewo” – drogowa podlegała 8 Brygadzie Ochrony Pogranicza. We wrześniu 1948 12 GPK Kołbaskowo – drogowe przeniesione zostało z Kołbaskowa do Rosówka.
W 1950 przeformowana na GPK WOP etacie nr 096/26.
W styczniu 1951 12 GPK Kołbaskowo włączono organizacyjnie do GPK nr 13 w Gumieńcach przenosząc jednocześnie do Szczecina cały skład z GPK Kołbaskowo. W 1952 GPK włączona została w etat 352/? 12 Brygady WOP. 
Graniczna Placówka Kontrolna Kołbaskowo została utworzona 9 maja 1962 w strukturach 12 Pomorskiej Brygady Wojsk Ochrony Pogranicza z chwilą uruchomienia nowego przejścia granicznego dla ruchu osobowego w Kołbaskowie. Obsada etatowa GPK składała się z dowódcy (kpt. Edward Stróżyk), kierownika zmiany (por. A. Gregoruk) i 4 żołnierzy.

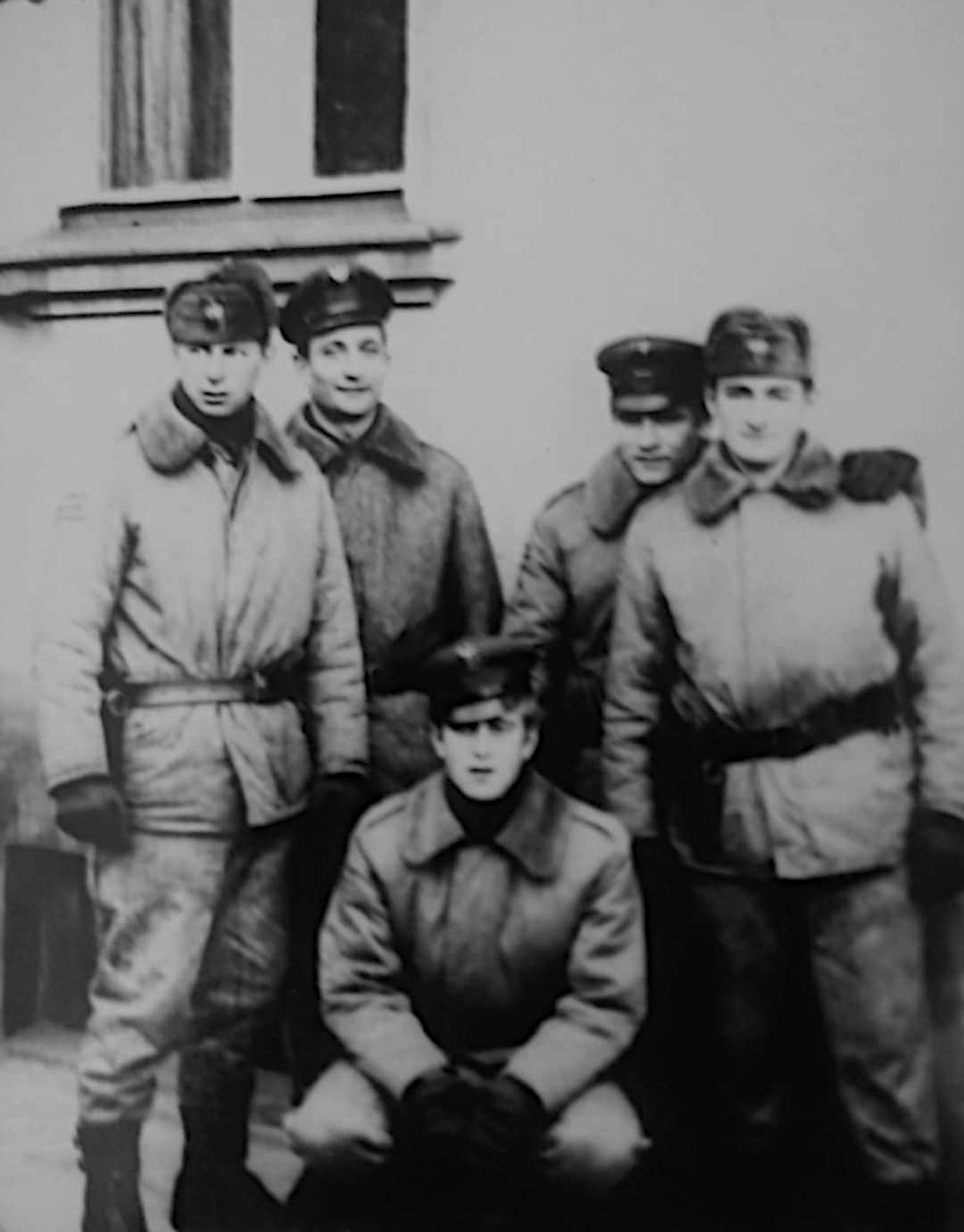
Żołnierze WOP – załoga GPK Kołbaskowo (1967)

1 lipca 1965 WOP podporządkowano Ministerstwu Obrony Narodowej, Dowództwo WOP przeformowano na Szefostwo WOP z podległością Głównemu Inspektoratowi Obrony Terytorialnej. Do Ministerstwa Spraw Wewnętrznych odeszła cała kontrola ruchu granicznego oraz ochrona GPK. Jesienią 1965 GPK Kołbaskowo weszła w podporządkowanie Wydziału Kontroli Ruchu Granicznego Komendy Wojewódzkiej Milicji Obywatelskiej.
1 października 1971 WOP został podporządkowany pod względem operacyjnym, a od 1 stycznia 1972 pod względem gospodarczym MSW. Do WOP powrócił cały pion kontroli ruchu granicznego wraz z przejściami. Przywrócono jednolity system ochrony granicy państwowej. GPK Kołbaskowo podlegała bezpośrednio pod sztab Pomorskiej Brygady WOP w Szczecinie i tak funkcjonowała do 15 maja 1991.
Straż Graniczna:
15 maja 1991 po rozwiązaniu Wojsk Ochrony Pogranicza, od 16 maja 1991 ochronę granicy państwowej przejęła nowo sformowana Straż Graniczna. Graniczna Placówka Kontrolna w Kołbaskowie weszła w podporządkowanie Pomorskiego Oddziału Straży Granicznej i przyjęła nazwę Graniczna Placówka Kontrolna Straży Granicznej w Kołbaskowie (GPK SG w Kołbaskowie}.
W 2000 począwszy od Komendy Głównej SG, Oddziałów SG i na końcu strażnic SG oraz GPK SG, rozpoczęła się reorganizacja struktur Straży Granicznej związana z przygotowaniem Polski do wstąpienia do Unii Europejskiej i przystąpieniem do Traktatu z Schengen. Podczas restrukturyzacji wprowadzono kompleksową ochronę granicy już na najniższym szczeblu organizacyjnym, tj. strażnica i graniczna placówka kontrolna. Wprowadzona całościowa ochrona granicy zniosła podział na graniczne jednostki organizacyjne ochraniające tylko tzw. „zieloną granicę” i prowadzące tylko kontrole ruchu granicznego. W wyniku tego, 2 stycznia 2003 nastąpiło zniesie GPK SG w Rosówku i Strażnicy SG w Barnisławiu, a ochraniany odcinek granicy wraz z obsadą etatową i podległym przejściem granicznym, przejęła Graniczna Placówka Kontrolna SG w Kołbaskowie.
Jako Graniczna Placówka Kontrolna Straży Granicznej w Kołbaskowie funkcjonowała do 23 sierpnia 2005 i 24 sierpnia 2005, Ustawą z 22 kwietnia 2005 O zmianie ustawy o Straży Granicznej..., została przekształcona na Placówkę Straży Granicznej w Kołbaskowie (PSG w Kołbaskowie) w strukturach Pomorskiego Oddziału Straży Granicznej.

## Ochrona granicy

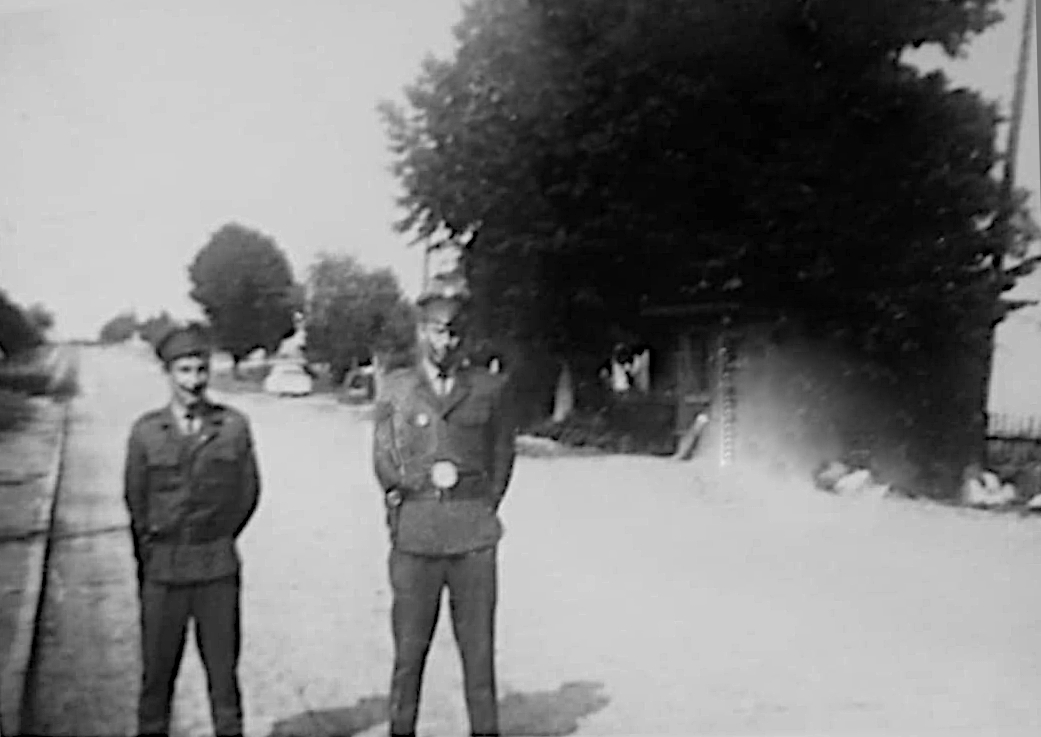
Żołnierze WOP w czasie służby na przejściu granicznym Kołbaskowo (1967)

### Podległe przejście graniczne
Stan z 9 maja 1962–3 października 1990
- Kołbaskowo (drogowe).

### Podległe przejścia graniczne
Stan z 1 listopada 1990–23 sierpnia 2005
- Kołbaskowo-Pomellen (drogowe)
- Szczecin Gumieńce-Tantow (kolejowe)
- Szczecin Gumieńce-Grambow (kolejowe)
- Rosówek-Rosow (drogowe) (od 2 stycznia 2003).

W wyniku porozumienia między SG a BGS powołano do życia na początku grudnia 1998 w GPK Kołbaskowo Polsko-Niemiecką Grupę Kontaktową, z której działalności korzystało wiele instytucji sprawdzając dane o kradzionych lub zatrzymanych samochodach, rodzaju i ilości zajętego towaru, sprawcach przemytu i nielegalnego przerzutu osób.
2 stycznia 2003 GPK SG w Kołbaskowie przejęła pod ochronę odcinek granicy państwowej, po rozformowanej Strażnicy SG w Barnisławiu.

## Dowódcy/komendanci granicznej placówki kontrolnej
- kpt. Edward Stróżyk (09.05.1962[4]–1964)[12]
- kpt. Władysław Sulkiewicz cz.p.o. (był w 1964)
- mjr/ppłk Mieczysław Kołodyński (1964–1965 i dalej w MSW)[12]
- ppłk Zbigniew Miś[12]

Komendanci granicznej placówki kontrolnej SG:
- mjr SG Władysław Wiśniewski[13] (26.04.1991–30.04.1994)
- mjr SG Edmund Adamski (01.11.1994[4]–21.02.2002)
- Janusz Lasek (23.08.2001–06.07.2003)
- Piotr Urbański (08.09.2003–31.07.2005).